# إسحاق كارثيلين
إسحاق كارثيلين (بالإسبانية: Isaac Carcelén) هو لاعب كرة قدم إسباني في مركز الدفاع، ولد في 23 أبريل 1993 في إل بويرتو دي سانتا ماريا في إسبانيا. لعب مع ريال بيتيس وريال سرقسطة.

## وصلات خارجية
- إسحاق كارثيلين على موقع قاعدة بيانات كرة القدم.إي يو (الإنجليزية)
- إسحاق كارثيلين على موقع Soccerway.com (الإنجليزية)
- إسحاق كارثيلين على موقع AS.com (الإسبانية)